# Zirc
Zirc ist eine ungarische Stadt im gleichnamigen Kreis im Komitat Veszprém. Zur Stadt gehören die Ortsteile Akli und Kardosrét.

## Geografische Lage
Zirc liegt im nordöstlichen Teil des Bakonywaldes, 19 Kilometer nördlich des Komitatssitzes Veszprém, 26 Kilometer nordwestlich der nordöstlichen Ecke des Balaton, am Fluss Cuha-patak. Nachbargemeinden sind Borzavár, Nagyesztergár, Olaszfalu, Lókút und Pénzesgyőr.

## Geschichte
Im Jahr 1913 gab es in der damaligen Kleingemeinde 286 Häuser und 2756 Einwohner auf einer Fläche von 5207  Katastraljochen. Sie gehörte zu dieser Zeit zum Bezirk Zircz im Komitat Veszprém.

## Städtepartnerschaften
Zirc unterhält Städtepartnerschaften mit folgenden Städten:
- Baraolt, Rumänien; seit 1990
- Derzen (Дерцен), Ukraine; seit 2015
- Nivala, Finnland; seit 1998
- Pohlheim, Deutschland; seit 1990

## Söhne und Töchter der Stadt
- Franz Xaver Ehmann (1801–1872), Stadtbaumeister und Architekt
- Antal Reguly (1819–1858), Ethnograph und Finnougrist
- Gemma Punk (* 1927), Zisterzienserin
- János Galambos (1940–2019), Mathematiker
- Andreas Hejj (* 1956), Psychologe
- Zsuzsa Hullan (* 1961), Schauspielerin
- Péter Györkös (* 1963), Diplomat und aktueller Botschafter Ungarns in Deutschland

## Sehenswürdigkeiten und Tourismus
In Zirc befinden sich folgende Sehenswürdigkeiten:
- Kloster Zirc (Zircium; auch Boccan) ist eine Zisterzienserabtei.
- Arboretum Zirc
- Antal-Reguly-Gedenkbibliothek

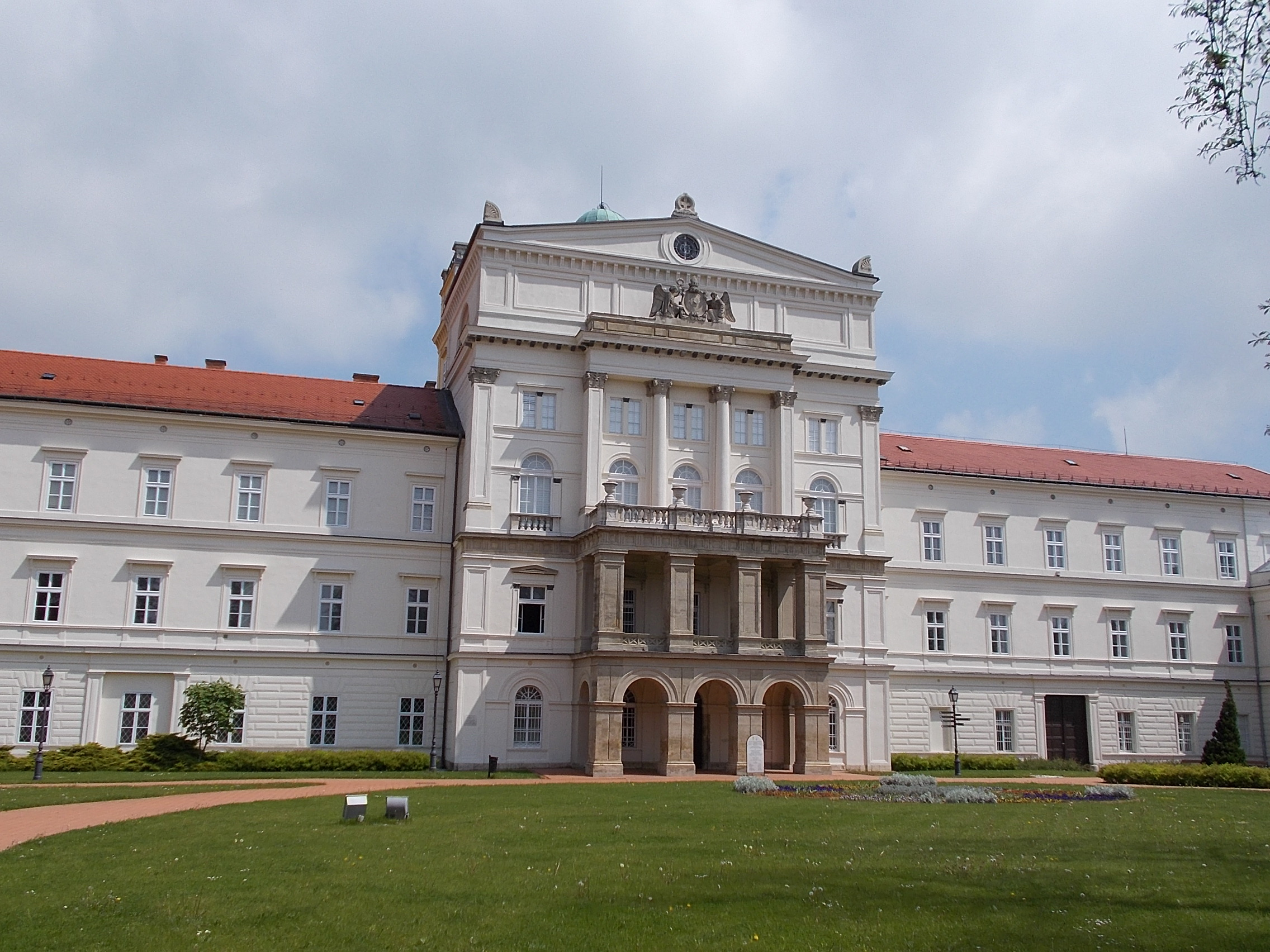
Zisterzienserabtei
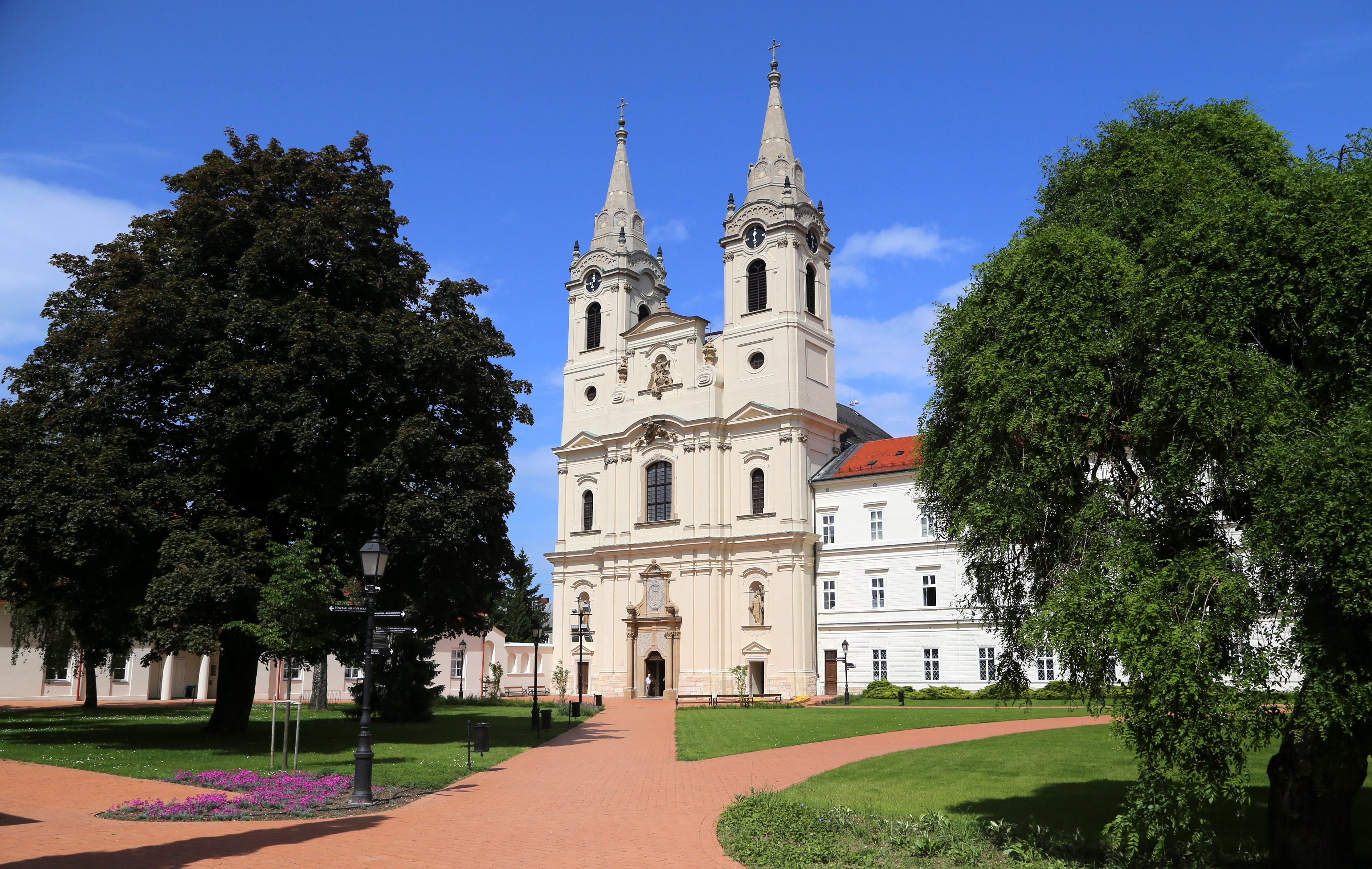
Abteikirche
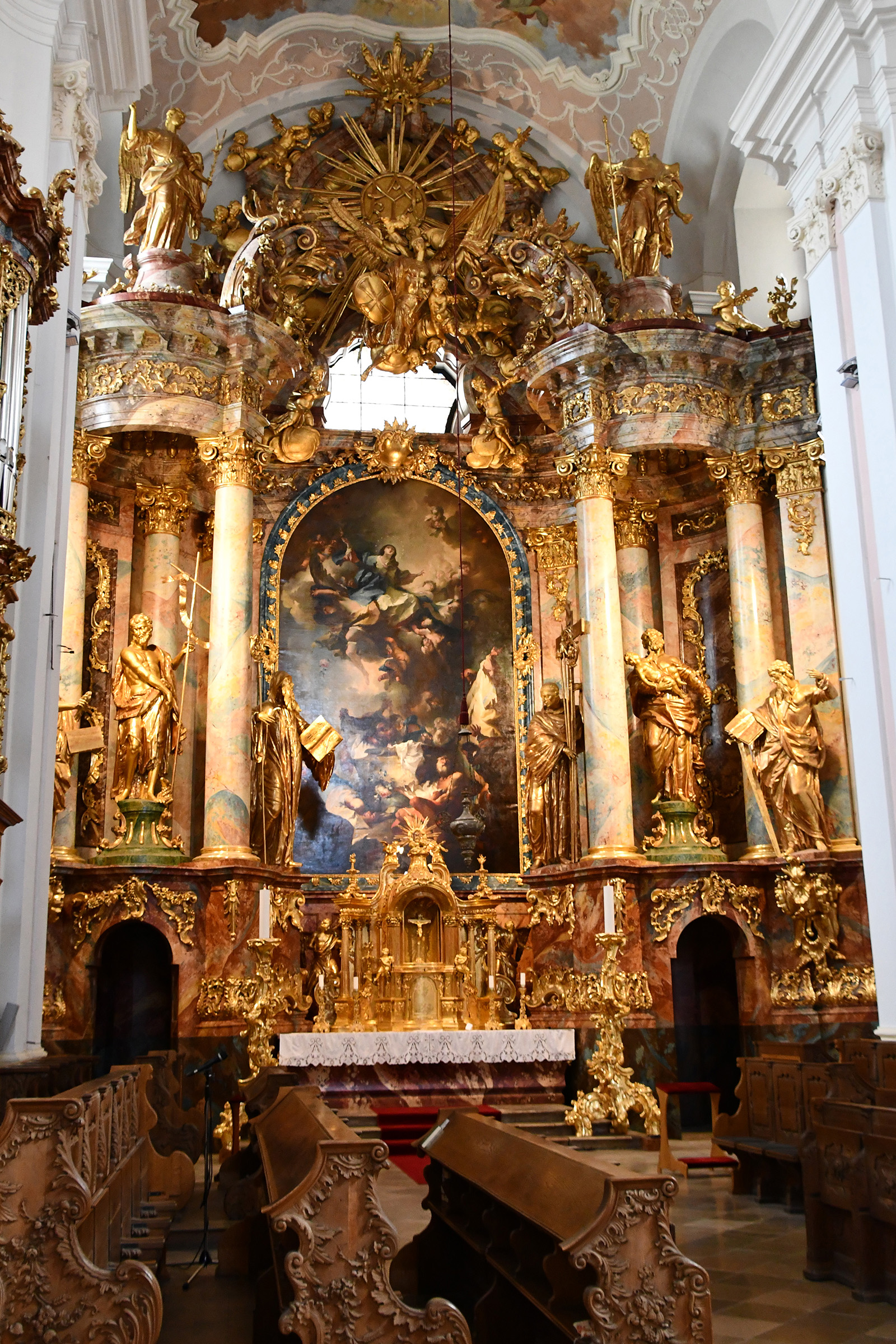
Altar der Abteikirche
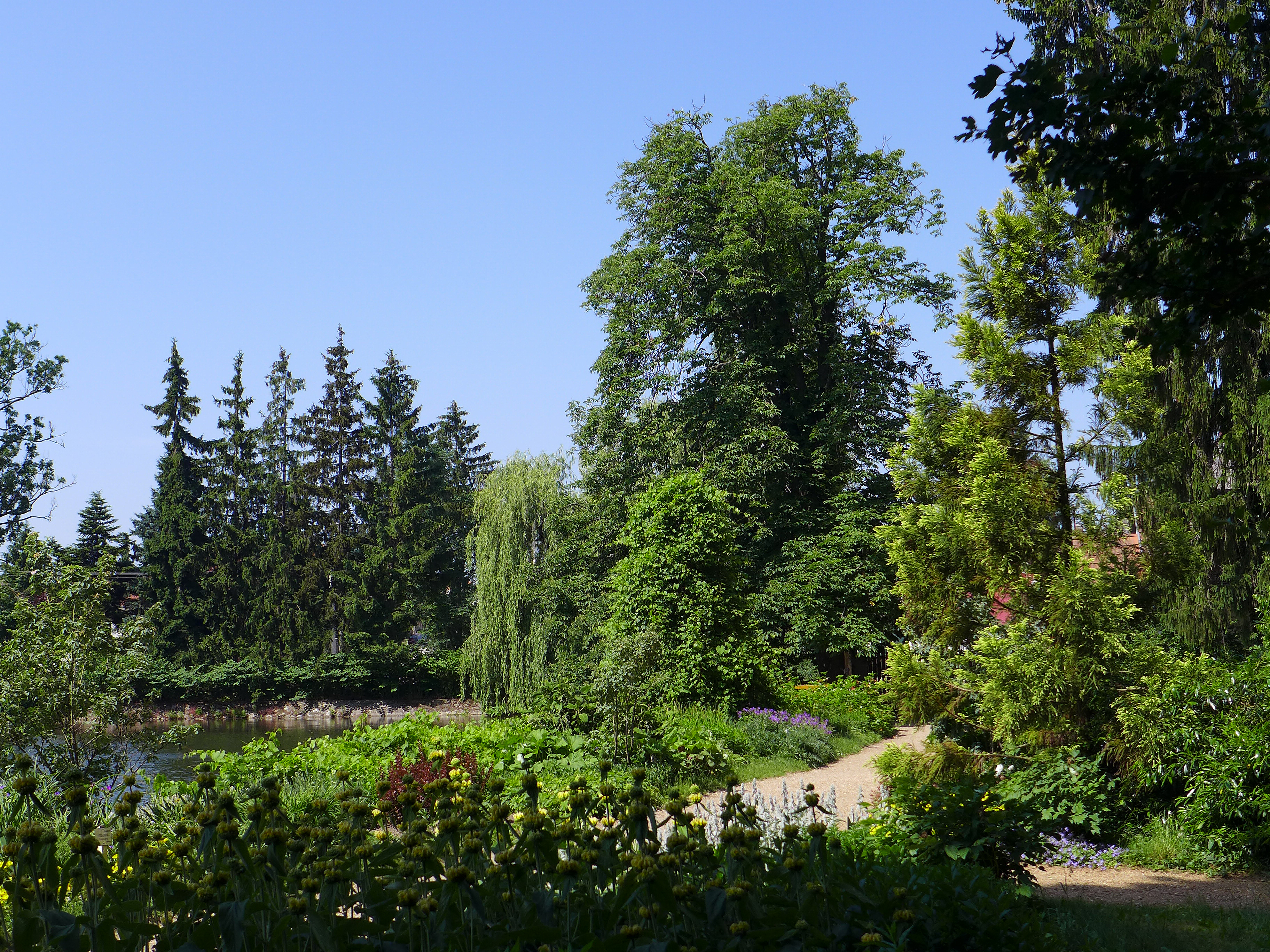
Arboretum
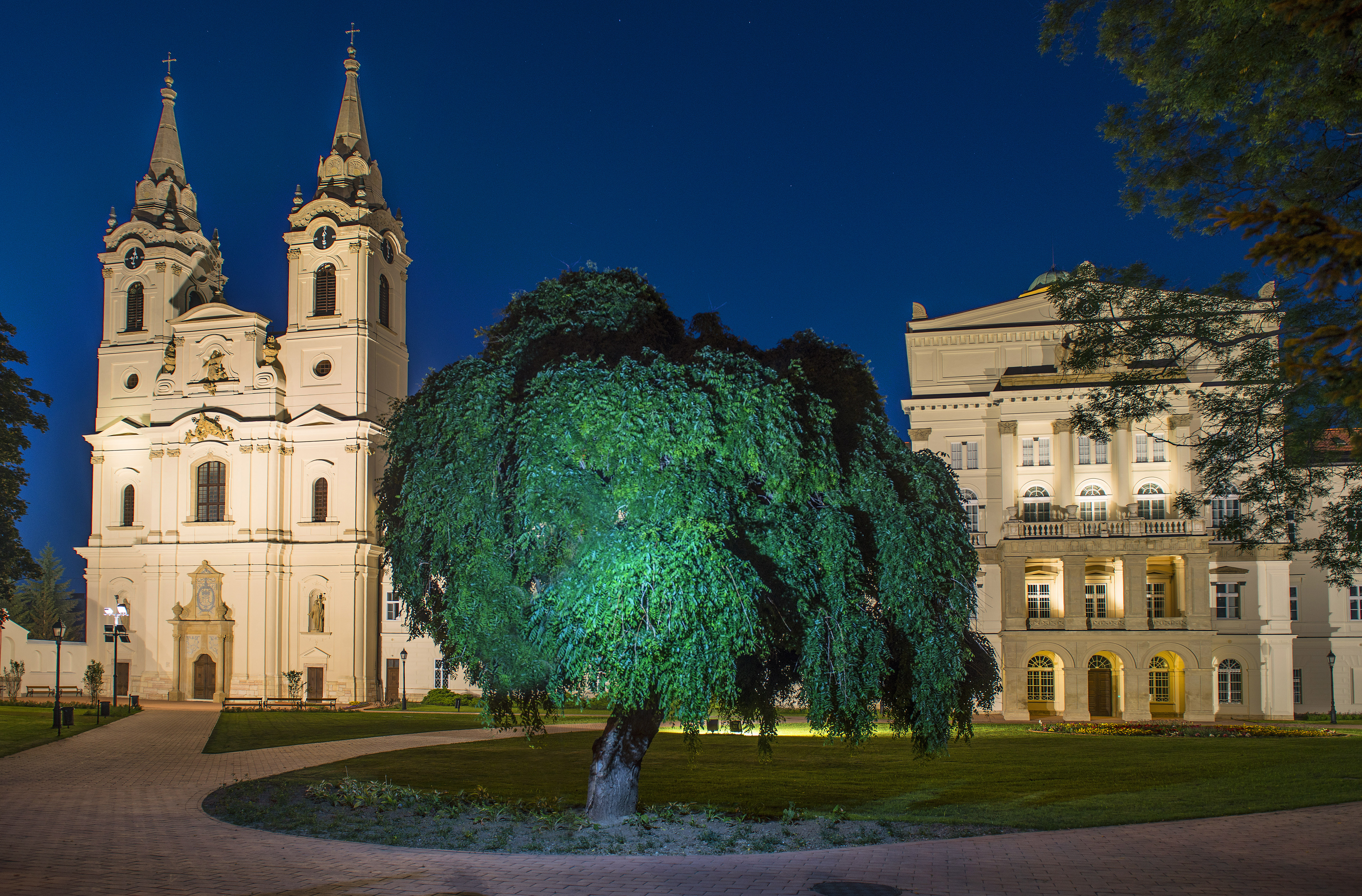
Abteikirche (links) und Antal-Reguly-Gedenkbibliothek (rechts)
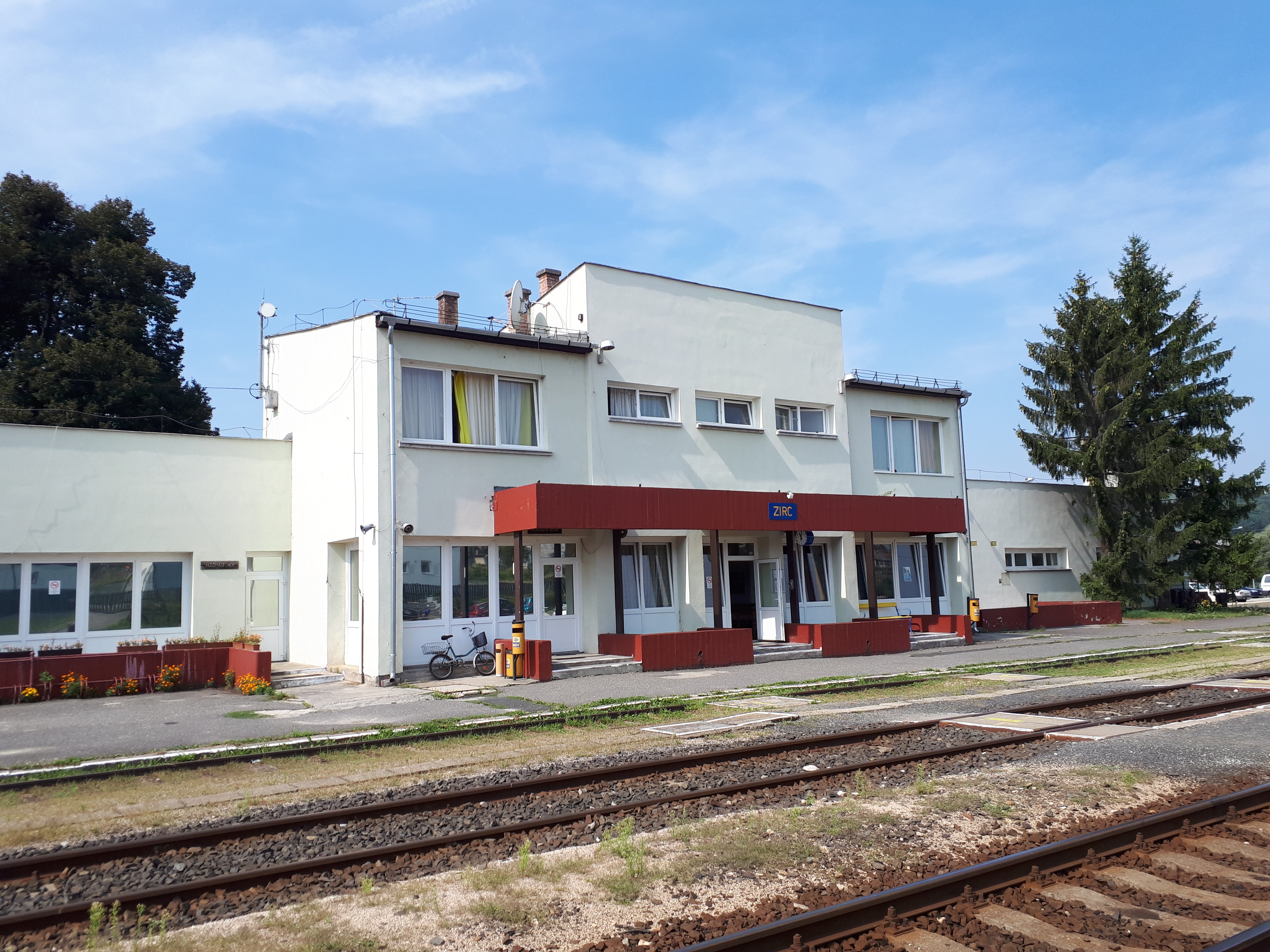
Bahnhofsgebäude

Durch Zirc führt der Fernwanderweg Országos Kéktúra (Bestandteil des Europäischen Fernwanderwegs E4), und es beginnt bzw. endet der Fernwanderweg Közép-dunántúli Pirostúra.